# Destine furate
Destine furate (spaniolă Acorralada) este o telenovelă americană difuzată între 2006 și 2007, avându-i ca protagoniști pe Alejandra Lazcano și David Zepeda. Din octombrie 2008 s-a lansat în mai mult de 50 de țări.

## Distribuție
- Sonya Smith - Fedora Garcés/La Gaviota (Co-Protagonist)
- Alejandra Lazcano - Diana Soriano (Protagonist)
- David Zepeda - Maximiliano Irázabal (Protagonist)
- Maritza Rodriguez - Marfil Mondragon de Irázabal (Antagonist)†/ Deborah Mondragón de Dávila (Antagonist)†
- Jorge Luis Pila - Diego Suárez (bueno al principio, luego villano)†
- Mariana Torres - Gabriela "Gaby" Soriano (Co-Protagonist)
- Roberto Mateos - Francisco "Paco" Vázquez (Co-Protagonist)
- Frances Ondiviela - Octavia Alarcón de Irázabal/Alicia (Villain)† Got run over by a train.
- Ofelia Cano - Yolanda Alarcón
- Alicia Plaza - Bruna Pérez (Villain)† Insanes, dies in a hospital
- Griselda Noguera - Lala Suárez
- Nelida Ponce - Miguelina Soriano
- William Levy (actor) - Larry Irázabal
- Virna Flores - Camila Linares (Villain)
- Orlando Fundichely - Ignacio Montiel (Villain)
- Maritza Bustamante - Caramelo Vásquez--Paco's daughter and one of Diana's closest friends and confidants, as well as the long-suffering love interest of Pancholón.
- Julián Gil - Pancholón Suárez/El Estafador--Diego's womanizing brother. Eventually teams up with Diego to exact revenge on the Soriano sisters. Last seen in Puerto Rico hatching a new scam.
- Elizabeth Gutierrez - Paola Irázabal/La Fiera † Dies in a car crash.
- Paulo Quevedo - René Romero
- Yul Bürkle - Andrés Dávila (Villan)† Killed by Gaby in self-defense after he tries to rape her.
- Juan Vidal - Kike (Villan)† Dies shot down by the police in a confrontation and an intent to kill Gaby.
- Mariana Huerdo - Silvita Delgado (Villain, later good) One of Camila's friends. Initially an enemy of Diana and Gaby, but becomes a friend after Diana nurses her back to health after Camila turns on her, despite all she's done to Diana and Gaby.
- Diana Osorio - Pilar Álamo (Villain)
- Raúl Olivo - Emili
- Valentina Bove - Sharon (Villain)
- Claudia Reyes - Fiona Valente (Villain)† Murdered by Marfil and Diego, buried alive in wet cement.
- Bernie Paz - Rodrigo
- Lucero Lazo - Doña Santa de Alarcón
- Héctor Soberón - Horacio Irázabal †
- Andrés Gadrcía Jr. - Pablo
- Sandra García - Samantha
- Liannet Borrego - Nancy
- Kelvin Elizonde - Alfredo gil (Villain)
- Miguel Gutierrez - Reynoso
- Gonzalo Vivanco - Eduardo
- Julio Capote - Lorenzo
- Andrés Mistage - Jorge
- Corina Azopardo - Jueza Villagrande
- Sebastián Ligarde - Borges
- Nury Flores - Mercedes
- Christian McCall - Junior
- Mardi Monge - Virginia